# Микроскоп (съзвездие)
Микроскоп е малко южно съзвездие, въведено през XVII век. В него няма много ярки звезди.